# 粟姓
粟姓，是中文姓氏之一。

## 名人
- 粟裕，开国十位大将第一。
- 粟戎生（1942年－），粟裕之子，中国人民解放军中将。
- 粟周熊（1939年－），中国翻译家。